# Tschudi (famiglia)
Tschudi, alias Schudi, alias Shudi, alias Judy, è un'antica famiglia svizzera, originaria di Schwanden nel Cantone di Glarona in Svizzera le cui origini risalgono al 1289.

## Storia
Dopo l'adesione di Glarona alla Confederazione elvetica nel 1352, che dette luogo alla cosiddetta Confederazione degli otto cantoni, molti membri di questa famiglia ricoprirono cariche pubbliche politiche, amministrative, giuridiche in quell'ambito, mentre all'estero si distinsero come uomini d'armi. A quest'epoca risale il capostipite di cui si hanno notizie certe e cioè Heinrich Tschudi-Kilchmatter (1356-1388).
Un ramo di questa famiglia ottenne la patente di nobiltà nel 1559 dall'Imperatore Ferdinando I d'Asburgo per i servigi prestati da Aegidius Tschudi (1505-1572), alias Gil Tschudi, alias Giles Tschudi.
Il cognome Tschudi a Schwanden è legato alla industria tessile locale fin dalla seconda metà del XVIII secolo, vale a dire sin dagli albori della civiltà industriale, quando in zona erano già molto attivi nel commercio del cotone due antenati di Johann Kaspar Tschudi-Dürst (1790†1851), fondatore nel 1829 di un colorificio per la produzione della tinta rosso porpora e del primo opificio per la stampa su cotone.
Sempre nella seconda metà del XVIII secolo alcuni gruppi familiari emigrarono negli Stati Uniti d'America, seguiti a metà del XIX da un'altra ondata migratoria, dando origine alla discendenza americana degli Schudi, Judy, Judi, Tschudi.

## Uomini d'armi
- Kristopher Tschudi (1571†1629), linguista, uomo d'armi al servizio di Spagna e Francia, Cavaliere di Malta
- Leonhard Ludwig de Tschudy (1701†1779) e Josef Anton de Tschudy (1703†1770), fratelli, entrambi servirono in armi nel Regno di Napoli.

## Umanisti
- Aegidius Tschudi, alias Giles Tschudi, (1505†1572), cartografo, politico e storico, autore del "Chronicon Helveticum”, fu allievo insieme a suo cugino Valentine Tschudi di Ulrico Zwingli
- Johann Henry Tschudi (1670†1729), scrittore, autore del Beschreibung des Lands Glarus (1714)
- Johann Thomas Tschudi (1714†1788), scrittore, lasciò diversi manoscritti sulla storia locale di Glarona
- Johann Louis Baptist Tschudi (†1784), fu un naturalista che visse a Metz
- Iwan Tschudi (1816†1887), autore di una guida della Svizzera pubblicata nel 1875 col nome di Schweizerführer
- Johann Jakob von Tschudi (1818†1889), naturalista, linguista e politico
- Friedrich von Tschudi (1820†1886), scrittore e politico, fu l'autore del Das Thierleben der Alpenwell (1853)
- Hugo von Tschudi (1851†1911), storico dell'arte, direttore di musei
- Rudolf Tschudi (1884-1960), scrittore, autore di Caliphate - Islamic Empire edito da J.C.B. Mohr 1926
- Fridolin Tschudi (1912†1966), scrittore umorista

## Teologi
- Valentine Tschudi (1499-1555), teologo e cronista, fu allievo insieme a suo cugino Aegidius Tschudi di Ulrico Zwingli, a cui subentrò come pastore di Glarona, il suo apostolato fu ben accetto sia ai cattolici sia ai protestanti
- Dominich Tschudi (1596†1654), abate di Muri, scrisse Origo et genealogia gloriosissimorum comitum de Habsburg (1651)
- Hans Rudolf Tschudi (1641†1716), pastore evangelico riformista
- Johann Heinrich Tschudi (1670†1729), teologo e storico autore delle cronache svizzere pubblicate a Zurigo nel 1714
- Johann Jakob Tschudi (1722†1784), teologo e storico, autore di una storia famigliare dal 900 al 1500
- Joseph Tschudi, monaco benedettino di Einsiedeln, scrisse una storia della sua abbazia (1823)

## Politici
- Hans-Peter Tschudi (1913†2002), politico (SP), consigliere federale
- Hans Martin Tschudi (1951), politico (DSP), consigliere governativo

## Fabbricanti
- Burkhardt Tschudi (1702†1773), alias Burkat Shudi, fabbricante di pianoforti in Inghilterra[2]
- Joachim Tschudi (1768†1806), cotoniere, proprietario della ditta Tschudi & C. di Schwanden, cantone Glarona, Svizzera.
- Johann Kaspar Tschudi (1790†1851)[3], inventò nel 1829 la stampa su tessuto nota come "Rotfarb" (rosso indelebile).
- Peter Tschudi (1853†1931), industriale tessile

## Artisti
- Rudolf Tschudi (1855†1923), pittore
- Gilles Tschudi (1957), attore e regista[4]
- Lill Tschudi (1911†2004), pittrice e incisore su linoleum

## Emigrati negli Stati Uniti
Nella seconda metà del XVIII secolo alcuni membri di questa famiglia emigrarono negli Stati Uniti d'America, dove il loro cognome divenne Judy o anche Judi.

Tra il 1892 ed il 1924 sono sbarcate sull'isolotto di Ellis Island, alle porte di New York, Stati Uniti d'America, 22 persone con questo cognome, tra cui Elisa Tschudi, nata nel 1874 a Glarona in Svizzera, sbarcata il 10 aprile 1893 a Ellis Island, dalla nave La Guascogne partita dal porto di Le Havre in Francia.